# Osówki
Osówki (czes. Osůvky) – część miasta Trzyńca w kraju morawsko-śląskim, w powiecie Frydek-Mistek w Czechach. Jest to także gmina katastralna o nazwie Český Puncov (pl. Czeski Puńców) i powierzchni 246,45 ha położona w północno-zachodniej części miasta, tuż przy granicy z Polską. W 2001 r. liczyła 425 mieszkańców, a w 2010 odnotowano 123 adresy.
Pierwotnie Osówki były częścią wsi Puńców. W 1920 r., po podziale Śląska Cieszyńskiego część znajdująca się w wododziale Olzy przypadła Czechosłowacji i weszła w skład gminy Sibica. W 1921 liczyła 122 mieszkańców i 13 domów. Po włączeniu  Sibicy (północnej części gminy) do Czeskiego Cieszyna 1 kwietnia 1941, południową część gminy z Osówkami włączono do gminy Końska. 17 maja 1946, jako część gminy Końska, znalazła się w granicach administracyjnych Trzyńca. W 1950 w nowym podziale administracyjnym miasta stała się jedną z 6 dzielnic o nazwie: Trzyniec IV – Czeski Puńców.